# Dendrobium cunninghamii
La winika (Dendrobium cunninghamii Lindl.) è una orchidea epifita, diffusa in Nuova Zelanda.

## Tassonomia
La specie fu descritta originariamente da Solander come Epidendrum pendulum e successivamente fu assegnata al genere  Dendrobium (D. cunninghamii) da John Lindley. Nel 1997 M. A. Clements ne propose lo spostamento al genere monospecifico Winika, nome con cui i Maori indicano questa orchidea., ma la ridenominazione non è stata accettata e pertanto la specie è tuttora assegnata al genere Dendrobium.